# Urofossaaspis
Urofossaaspis es un género de ácaros perteneciente a la familia Dinychidae.

## Especies
Urofossaaspis W. Hirschmann, 1984
- - Urofossaaspis aokii (Hiramatsu, 1982)
  - Urofossaaspis religiosa (Hiramatsu, 1979)
  - Urofossaaspis similireligiosa (Hiramatsu, 1979)